# Гладыш, Николай Александрович
Никола́й Алекса́ндрович Гла́дыш (1860—1916) — член IV Государственной думы от Самарской губернии.

## Биография
Среднее образование получил в Каменец-Подольской гимназии, однако выбыл из 7-го класса.
В 1881 году был арестован за участие в революционном движении и после тюремного заключения сослан административным порядком в Западную Сибирь на три года. Отбывал ссылку в городах Таре и Туринске Тобольской губернии.
По возвращении из ссылки поступил на государственную службу в Каменец-Подольский приказ общественного призрения. Затем перешел на службу по Министерству финансов, в котором занимал должность секретаря Самаро-Уральского губернского акцизного управления. Дослужившись до чина надворного советника, получил личное дворянство.
Избирался гласным Самарской городской думы, принимал участие во многих городских комиссиях. Занимался просветительской деятельностью. Состоял пожизненным членом Харьковского общества распространения в народе грамотности, членом Вольного экономического общества, членом совета Самарского общества народных университетов и других культурно-просветительных обществ. После провозглашения Октябрьского манифеста вступил в партию кадетов, возглавлял губернский комитет партии.
В 1912 году был избран в члены Государственной думы от Самарской губернии 2-м съездом городских избирателей. Входил в конституционно-демократическую фракцию, был членом Прогрессивного блока. Состоял секретарем комиссии об изменении общего устава о пенсиях и пособиях, а также членом комиссий: по городским делам, о народном здравии и по народному образованию. Будучи депутатом Думы, пытался отменить запрет губернатора проживать евреям в сельских местностях в окрестностях г. Саратова.
Умер в 1916 году.